# کریم نشاط
کریم نشاط فیلم‌نامه‌نویس و بازیگر فیلم اهل ایران بود که تا اواخر دهه ۱۳۷۰ خورشیدی در سینمای ایران مشغول به فعالیت بود.

## فیلمشناخت

### نویسنده
1. کوثر (۱۳۵۳)
2. ماجراجویان خشن (۱۳۵۳)
3. طاهر (۱۳۵۲)

### بازیگر

#### تلویزیونی
1. کت جادویی (۱۳۷۷–۱۳۷۸)
2. آبی مثل دریا (۱۳۸۱ ابوالقاسم معارفی)

#### سینمایی
1. شب‌های تهران (۱۳۷۹)
2. دوستان (۱۳۷۸)
3. زخمی (۱۳۷۶)
4. آبادانی‌ها (۱۳۷۱)
5. دایان باخ (۱۳۷۱)
6. دو روی سکه (۱۳۷۱)
7. قافله (۱۳۷۱)
8. آواز تهران (۱۳۷۰)
9. تبعیدی‌ها (۱۳۷۰)
10. دو نیمه سیب (۱۳۷۰)
11. آخرین مهلت (۱۳۶۸)
12. غریبه (۱۳۶۶)
13. گرفتار (۱۳۶۶)
14. بی‌پناه (۱۳۶۵)
15. شبح کژدم (۱۳۶۵)
16. کنار برکه‌ها (۱۳۶۵)
17. مأموریت (۱۳۶۵)
18. معما (۱۳۶۵)
19. سامان (۱۳۶۴)
20. گردباد (۱۳۶۴)
21. مدار بسته (۱۳۶۴)
22. پیک جنگل (۱۳۶۲)
23. مرگ سفید (۱۳۶۲)
24. ملخ زدگان (۱۳۶۲)
25. مرز (۱۳۶۰)
26. از فریاد تا ترور (۱۳۵۹)
27. امشب اشکی می‌ریزد (۱۳۵۷)
28. باغ بلور (۱۳۵۷)
29. تلافی (۱۳۵۶)
30. شارلوت به بازارچه می‌آید (۱۳۵۶)
31. علف‌های هرز (۱۳۵۵)
32. بابا خالدار (۱۳۵۴)
33. خانه خراب (۱۳۵۴)
34. شاهرگ (۱۳۵۴)
35. باشرف‌ها (۱۳۵۱)
36. صیادان نمک‌زار (۱۳۴۴)